# Pocsajesztár
Pocsajesztár Hajdú-Bihar megyei község 1954-ben jött létre Pocsaj és Esztár egyesítésével a Derecskei járásban, azonban 1958-ban kettévált és ismét önálló községekké alakult.